# Леськив, Олеся Севериновна
Олеся Севериновна Леськив (укр. Леськів Леся Северинівна; род. 17 октября 1963, Рогатин, УССР СССР) — украинская спортсменка (пулевая стрельба из винтовки). Заслуженный мастер спорта Украины (1994); награждена орденом княгини Ольги III степени (2013).

## Биография
Родилась в 1963 году в городе Рогатин. Дочь и воспитанница Северина Леськива. В 1985 году окончила Львовский институт физической культуры.
Чемпионка и многократная призерка чемпионатов Украины. Входила в состав сборных команд СССР (1980—1992), Украины (с 1993). С 1980 выступает за ВС Украины (Львов).
Участница 26-х — 8 и 9 позиции, 27-х, 9-и ступенька и 28-х (12-я позиция) Олимпийских игр.
Бронзовая призерка у команд. соревнованиях), Европы (Брно, 1993).
Бронзовый призер чемпионата мира 1994 (Милан), Володарка (Буэнос-Айрес, 1998) Кубка мира.
Бронзовый призер (Шанхай, Китай, 1999) Кубка мира.
Вторая ступень в личностном, бронзовая награда в командном соревнованиях (Лахти), 2002.
Первое место в личных соревнованиях; Осиек, 2013.
Победительница и бронзовый призер в командных соревнованиях — Гранада, 2014.
Победительница в командных, бронзовая награда в личных соревнованиях; Марибор, 2015, третья ступенька в личных соревнованиях.